# Windows Update
Windows Update es el módulo vía red de actualización de Windows. A partir de Windows 98, Microsoft incluyó el módulo Windows Update, que contactaba al sitio oficial con un ActiveX que permitía ver la información del sistema y descargar las actualizaciones adecuadas. A partir de Windows Me Microsoft decidió hacer más fácil la búsqueda de actualizaciones, incluyendo Automatic Update o Actualizaciones Automáticas. A partir de la versión Windows XP, Microsoft desarrolló Microsoft Update herramienta que facilitaría más las actualizaciones ya que este no solo buscaba actualizaciones para Windows, sino que de forma automática busca actualizaciones para la Paquetería Office y las instala. Esta tecnología se puede descargar desde el sitio oficial de Windows Update.

## Funcionamiento
Ofrece una localización para descargar las actualizaciones componentes del sistema crítico, servicios, arreglos de la seguridad, y mejoras libremente seleccionadas por los usuarios. Además, detecta automáticamente el hardware del usuario y proporciona actualizaciones del producto cuando están disponibles, y puede ofrecer versiones beta de algunos programas de Microsoft
La mayoría de las actualizaciones se lanzan el segundo martes de cada mes. Alternativamente, los arreglos y las actualizaciones se pueden descargar siempre manualmente del sitio web de Microsoft. La actualización de Microsoft y versiones anteriores requieren Internet Explorer o así como el uso de un control de ActiveX. Se cifra usando Microsoft Scripting y los idiomas VBScript y JScript, y es compatible con Netscape 8.0. Son también compatibles otros navegadores para Windows tales como Mozilla Firefox y Opera. En julio de 2005, el servicio de actualizaciones requiere Windows Genuine Advantage

## Historia
Windows Update primero fue un simple sitio web para Windows 95 y 98 con temas de escritorio, drivers y componentes opcionales como NetMeeting. Para Windows 98 también existían actualizaciones específicas para el problema del año 2000. 
Con Windows 98 existía Critical Update Notification Tool, un app que en segundo plano busca en los servidores de Microsoft cada cinco minutos, un archivo llamado cufic.cab (y que podía ocupar hasta 400 KB de tamaño), el cual contiene toda una lista de actualizaciones; el mensaje de actualización al posponerlo se mostraría el día siguiente. Con el lanzamiento de Windows Me en 2000, Actualizaciones automáticas reemplaza a Critical Update Tool. A diferencia de su predecesor, Actualizaciones automáticas incluye la posibilidad de descargar e instalar las actualizaciones sin necesidad de utilizar un navegador web. En lugar de la programación de cinco minutos utilizado por su predecesor, el cliente de Actualizaciones automáticas comprueba los servidores de Windows Update una vez al día. El usuario tiene la opción de descargar las actualizaciones disponibles y luego pedir al usuario para instalarlos, o para notificar al usuario antes de descargar las actualizaciones disponibles.  
En 2002, Microsoft lanzó el software Update Services, un componente que se podría instalar en sistemas Windows 2000 Server para permitir descargar actualizaciones para una red entera a través de un servidor central. El Windows 2000 Service Pack incluyó un nuevo componente (ya incorporado en Windows XP) llamada Actualizaciones Automáticas, permitiendo descargar e instalar actualizaciones de forma oculta y automática.
A finales de 2004, Microsoft lanzó Windows Update 5, incluido en el Service Pack 2 para Windows XP, con varios cambios en el funcionamiento interno de las actualizaciones. Los usuarios sin acceso a internet de banda ancha pueden pedir un CD SP2 desde el sitio web de Microsoft; después de instalar debe regresar a sitio Microsoft para saber si hay más actualizaciones para SP2.
En 2005, se presentó una funcionalidad beta para componentes Microsoft Office Exchange y SQL con actualizaciones. Esto responde a una crítica común entre los clientes que era demasiado difícil conseguir todas las actualizaciones necesarias de tales componentes desde sus propios sitios correspondientes. Desde 2006, Microsoft también está agregando actualizaciones en la aplicación Windows Defender anti-spyware.
En Windows Vista, Windows Server 2008 y posteriores, Internet Explorer ya no es necesario para seleccionar y descargar las actualizaciones. En su lugar, una app dentro del panel de control tiene usa función. También instalar actualizaciones para Microsoft Office, pero está desactivada de forma predeterminada. El panel de control instala automáticamente actualizaciones marcadas como importantes, pero las actualizaciones recomendadas se tienen que instalar manualmente. 
Windows Vista y 7 da un plazo de 4 horas antes forzar un reinicio del sistema; Windows 8 amplia este plazo a 72 horas.

## Windows 10
En Windows 10 se elimina la categoría Opcional, este tipo pasa a instalarse automáticamente junto a las importantes, además no es posible desactivar la instalación automática de actualizaciones (en Windows 10 Pro y superiores si está disponible). Una utilidad llamada Optimización de Entrega (Delivery Optimization en inglés) crea una mini-red P2P que envía actualizaciones y apps de la Tienda existentes a otras personas de internet.
A partir de la actualización de mayo de 2019, da la opción a que los usuarios tendrán un mayor control sobre las actualizaciones. Pues puedes desactivarlas durante siete días. Además, puedes establecer las horas a las que usas el ordenador para que las actualizaciones no se realicen en ellas. También podrás ver el historial de actualizaciones por si se ha producido algún error en Windows y saber cuál actualización pudo haberla causado, y hay opciones avanzadas en las que puedes pausar las actualizaciones hasta un día concreto dentro de los siguientes días.